# Can I Sleep in Your Arms/Lucky Ladies
Can I Sleep in Your Arms/Lucky Ladies es un álbum de estudio de la cantante de country estadounidense Jeannie Seely. Fue publicado en noviembre de 1973 por MCA Records.

## Antecedentes

### Grabación y producción
Can I Sleep in Your Arms/Lucky Ladies se originó de varias sesiones entre junio de 1970 y septiembre de 1973. Todas las sesiones fueron grabadas por Walter Haynes en Bradley's Barn, un estudio ubicado en Mt. Juliet, Tennessee. Fue el tercer álbum de estudio de Seely grabado con Haynes y el segundo grabado con él como solista.

### Composición
El álbum constaba de 11 pistas. Cuatro de las canciones del álbum fueron escritas por el entonces esposo y compositor de Seely, Hank Cochran. Entre las canciones que compuso Cochran se encontraban las dos canciones que dan nombre al álbum: «Can I Sleep in Your Arms» y «Lucky Ladies». El álbum también incluía una canción escrita por Seely, titulada «Farm in Pennsyltucky». Además, el álbum contenía versiones de canciones previamente grabadas por otros artistas. La octava pista, «All Right (I'll Sign the Papers)», fue grabada por primera vez por el cantante estadounidense George Morgan.

## Canciones
La canción de apertura, «Can I Sleep in Your Arms», fue compuesta por Hank Cochran. La balada country de sonido clásico, con un leve parecido con el estándar «Red River Valley», presenta un arreglo fluido y tranquilo. «Hold Me» se lanzó como lado B del sencillo «Lucky Ladies». «He Knows What I'm Crying About» fue compuesta por John Riggs. «Tell Me Again» fue publicado como un sencillo sin álbum en octubre de 1970. La canción de country con atractivo pop alcanzó el puesto número 58 en la lista Hot Country Singles de la revista Billboard. La grabación de Ray Price de «Pride» se posicionó entre los cinco primeros en la lista Hot Country Singles. «I'd Do as Much for You» apareció más tarde como lado B del sencillo «I Miss You».
«Lucky Ladies» abre el lado 2 del álbum. Escrita por Cochran, la balada conmovedora de ritmo tranquilo captura acertadamente un estado de ánimo de ensueño con una gran armonía de fondo y una instrumentación relajada. «Alright, I'll Sign the Papers» fue compuesta por el músico estadounidense Mel Tillis en 1963; Tillis no lanzaría la canción hasta diciembre de 1967 como sencillo de su cuarto álbum de estudio Let Me Talk to You (1968). La balada sincera captura el dolor de seguir adelante después de una relación fallida, y alcanzó el puesto número 26 en la lista Hot Country Singles. «Farm in Pennsyltucky» fue publicado como un sencillo sin álbum en diciembre de 1972. Con un sonido brillante, alegre y comercial, la canción alcanzó el puesto número 72 en la lista Hot Country Singles. «He'll Love the One He's With» se lanzó como lado B del sencillo «Can I Sleep in Your Arms». «Hangin' on Alone» fue compuesta por el cantautor estadounidense Larry Gatlin.

## Recepción de la crítica
Un escritor no especificado de la revista Cash Box declaró: “La nueva gama de materiales de Jeannie ciertamente mantiene la gran tradición de Jeannie Seely que ella misma ha logrado crear. El inicio del LP es el reciente sencillo de Jeannie, «Can I Sleep in Your Arms», que recibió una acción muy positiva en las listas. «Hold Me» quiere hacerte hacer precisamente eso con la encantadora Sra. Seely. Una melodía acelerada con bajo provocativo y acompañamiento instrumental. «He Knows What I'm Crying About» es una balada tierna y apasionante que emana la encantadora calidez de Jeannie. «Lucky Ladies» acaba de ser lanzado como el próximo sencillo de Jeannie y captura un estado de ánimo soñador y suave. «He'll Love the One He's With» y «Hangin' on Alone» también destacan este gran nuevo LP”. Un escritor no especificado de la revista Billboard comentó: “Primero unas palabras sobre la producción de Waller Haynes, que mejora cada vez. A partir de ese momento, Miss Seely se hace cargo y hace realidad este LP”.

## Lista de canciones
| Lado uno |                                  |                               |          |  |
| N.º      | Título                           | Escritor(es)                  | Duración |  |
| 1.       | «Can I Sleep in Your Arms»       | Hank Cochran                  | 3:35     |  |
| 2.       | «Hold Me»                        | H. Cochran                    | 2:06     |  |
| 3.       | «He Knows What I'm Crying About» | John Riggs                    | 2:19     |  |
| 4.       | «Tell Me Again»                  | Jerry Crutchfield             | 2:30     |  |
| 5.       | «Pride»                          | Irene Stanton Wayne Walker    | 2:35     |  |
| 6.       | «I'd Do as Much for You»         | Barbara Cochran Cliff Cochran | 2:50     |  |

| Lado dos |                                 |                         |          |  |
| N.º      | Título                          | Escritor(es)            | Duración |  |
| 1.       | «Lucky Ladies»                  | H. Cochran              | 2:59     |  |
| 2.       | «Alright, I'll Sign the Papers» | Mel Tillis              | 2:27     |  |
| 3.       | «Farm in Pennsyltucky»          | Jeannie Seely           | 1:50     |  |
| 4.       | «He'll Love the One He's With»  | H. Cochran Glenn Martin | 2:50     |  |
| 5.       | «Hangin' on Alone»              | Larry Gatlin            | 2:34     |  |

## Posicionamiento
| Gráfica (1974)                                    | Pico de posición |
| ------------------------------------------------- | ---------------- |
| Estados Unidos (Billboard Hot Country LPs)        | 15               |
| Estados Unidos (Cash Box Top Country Albums)      | 26               |
| Estados Unidos (Record World Country Album Chart) | 18               |